# Тингат
Тингат — река в Кирилловском районе Вологодской области России. Левый приток Перешны. Длина реки составляет 22 км.
Тингат берёт начало в лесной местности, в километре к югу от урочища Слябино. Течёт в целом в северо-восточном направлении через болотистую местность. Впадает в Перешну на высоте 122,8 метров над уровнем моря.
Скорость течения — 0,1 м/с. Основной приток — река Чёрная — левый, впадает на высоте 127,2 метра над уровнем моря. Населённых пунктов на берегу Тингата нет.
Код объекта в Государственном водном реестре — 03010000112103000000529.